# Ernst Richard Ritter
Ernst Richard Ritter (* 12. September 1882 in Merseburg; † 22. Juli 1936 in Zwickau) war ein deutscher Ingenieur und Unternehmer. Er gründete 1911 die Firma Dipl.-Ing. E. Richard Ritter & Co., die in Berlin elektrische Geräte einer Reihe von Herstellern vertrieb. 1918 stellte diese Firma auch den ersten Prototyp eines Chiffriergeräts vor. Im Jahr 1920 war er einer der beiden Gründer der Firma Scherbius & Ritter, in der frühe Modelle der später berühmt werdenden Chiffriermaschine Enigma, v. a. die Handelsmaschine, entwickelt und gefertigt wurden.

## Leben

Die Handelsmaschine (1923) war die erst in Serie produzierte "schreibende" Enigma.

Über sein Leben ist wenig bekannt. Er wurde als eines von vier Kindern des deutschen Klavierbauers Carl Richard Ritter (1836–1917) und dessen Frau Agnes Ritter, geb. Knoblauch, geboren, als seine Familie in Merseburg wohnte, kurz bevor sie 1882 aus geschäftlichen Gründen in die Nachbarstadt Halle (Saale) umzog. Während seine beiden Brüder Alfred 1894 und Willi 1900 in die Fußstapfen von Vater und Großvater Carl Friedrich Ritter traten und Mitarbeiter der Pianofortefabrik C. Rich. Ritter wurden, ging Ernst Richard eigene Wege. Er studierte Elektrotechnik und betrieb ab 1911 am Schiffbauerdamm 30 im Berliner Ortsteil Mitte die Firma Dipl.-Ing. E. Richard Ritter & Co., die elektrische Haushaltsgeräte vertrieb. 1918, als Arthur Scherbius ein Patent für ein Chiffriergerät angemeldet hatte, übernahm diese Firma dessen kommerzielle Vertretung. Im Jahr 1920 gründete er zusammen mit Scherbius (1878–1929) die Firma Scherbius & Ritter in Berlin-Wannsee. Hier wurden unterschiedliche technische Produkte entwickelt und hergestellt, mit dem Heizkissen als Hauptprodukt. Darüber hinaus wurden frühe Modelle der später berühmt werdenden Chiffriermaschine Enigma zum Teil bei Scherbius & Ritter entwickelt.

## Schriften
- Das elektrische Haus, Verlag Schubert & Co., 1927.[3]